# Zenon z Sydonu

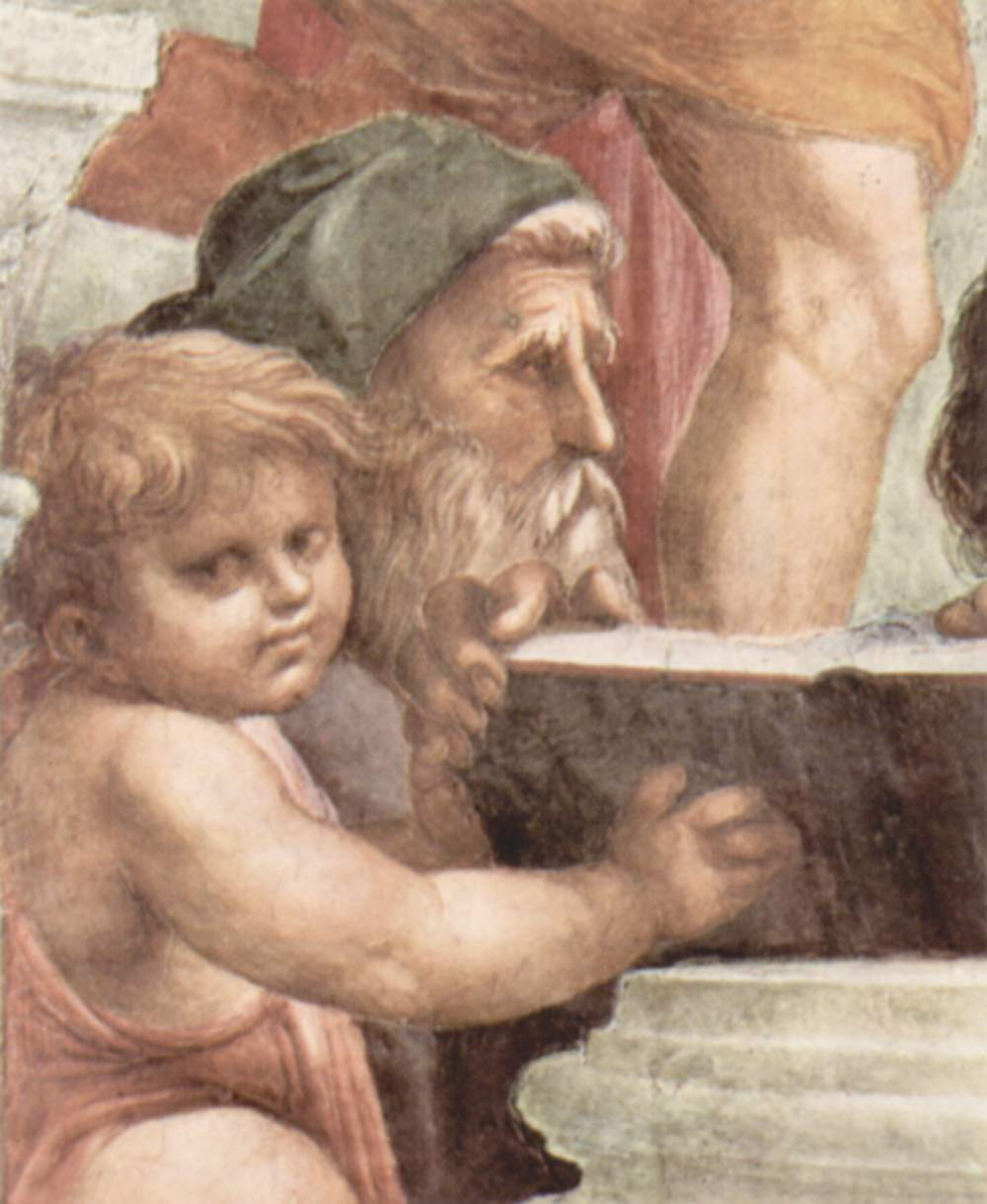
Fragment Szkoły Ateńskiej Rafaela, prawdopodobnie przedstawienie Zenona z Sydonu

Zenon z Sydonu, gr. Ζήνων ο Σιδώνιος (ur. ok. 150 p.n.e. w Sydonie, zm. ok. 70 p.n.e. w Atenach) – starogrecki uczony: matematyk, logik i filozof ze szkoły epikurejskiej.

## Życiorys
Był uczniem Apollodorosa z Aten, który nauczał w „Ogrodzie” − szkole filozoficznej założonej przez Epikura w pobliżu Aten. Później, od ok. 100 do ok. 75 p.n.e., kierował tą szkołą jako scholarcha. Jego następcą na tym stanowisku został Fajdros. Uczniem Zenona był Filodemos z Gadary, a jego wykładom przysłuchiwał się Cyceron w czasie pobytu w Grecji, w 79 p.n.e., który wyrażał się o nim z uznaniem.
Zenon atakował matematyczne aksjomaty Euklidesa przedstawione w Elementach. Natomiast jego poglądy filozoficzne zostały skrytykowane przez stoika Posejdoniosa, który poświęcił mu jedną ze swych prac.